# Scott Minnich
Scott A. Minnich (...) è un biologo statunitense, professore associato di microbiologia presso l'Università dell'Idaho, e ricercatore presso il Center for Science and Culture del Discovery Institute.
Minnich si occupa soprattutto dello studio dei batteri, in particolar modo della Yersinia enterocolitica 

## Biografia
Minnich è un sostenitore del Disegno intelligente, e sostiene la tesi di Michael Behe della "complessità irriducibile" dei flagelli batterici come prova di un disegno intelligente. Minnich ha testimoniato a favore degli imputati nel processo Kitzmiller v. Dover Area School District, un caso portato davanti a una corte federale nel 2005 in merito all'insegnamento del disegno intelligente nelle scuole superiori. Al processo, Minnich ha testimoniato di avere verificato se i flagelli dei batteri sono irriducibilmente complessi mutando i geni che costituiscono i 35 componenti necessari della struttura. Ha testimoniato che quando i geni per ciascuno dei 35 componenti sono mutati, il batterio è privo di motilità.  Sulla base di questa ricerca scientifica, Minnich sostiene che il flagello batterico è irriducibilmente complesso.
Minnich ha conseguito la laurea in Scienze in Batteriologia e sanità pubblica presso la Washington State University nel 1975. Ha poi conseguito un master in Microbiologia presso l'Università dell'Idaho, e un dottorato di ricerca in Microbiologia presso l'Iowa State University nel 1981. La sua tesi di dottorato riguardava "lo sviluppo di un rapido test immunoenzimatico per la rilevazione della salmonella." 
Minnich è ampiamente pubblicato in riviste tecniche, tra cui Journal of Bacteriology, Molecular Microbiology, Journal of Molecular Biology, Proceedings of the National Academy of Sciences, Journal of Microbiological Method, Food Technology e Journal of Food Protection. Nel 2004 ha lavorato come membro dell'Iraq Survey Group, che si è occupato di cercare prove del possesso di armi biologiche da parte del regime di Saddam Hussein.